# 道の駅井波
道の駅井波（みちのえき いなみ）は、富山県南砺市北川にある国道471号の道の駅である。愛称はいなみ木彫りの里 創遊館（いなみきぼりのさと そうゆうかん）。

## 概要
2020年以降はコロナ禍の影響で売り上げが大きく落ち込んだが、爆盛りメニューやぐい飲み作り体験などユニークな企画を実施し人気を集め、2023年以降は売り上げがコロナ禍前の水準に回復した。
その後は内装や空調、消防設備の老朽化や能登半島地震の影響で照明が破損する被害もあり、多くの修繕が必要となったため、2025年4月26日から同園6月23日まで、設備の修理費用1,000万円を目標額としたクラウドファンディングを実施することになった。

## 施設
- 駐車場
  - 普通車：156台[6]
  - 大型車：11台[6][7]
  - 身障者用：1台[6][7]
- トイレ
  - 男：大 6器（2器）、小 13器（3器）
  - 女：16器（3器）
  - 身障者用：2器（1器）

※（）内は24時間利用可能
- いなみ木彫りの里創遊館
  - とやま観光ギャラリー
  - 和風レストラン きつつき倶楽部（11:00 - 15:00）[1][7]
    - ここでは、2021年（令和3年）7月よりいわゆる爆盛りのメニュー（唐揚げ定食、オム焼きそばなど）が提供されている[1][11][12]。また、同年7月19日からは道の駅万葉の里 高岡（富山県高岡市）と共同開発した風神10段ソフトクリームも販売されている[1][14]。高さ約30cmで、「井波風」と呼ばれる強風被害を鎮める風神の渦巻き雲をソフトクリームに見立てている[15]。

  - なんと楽市（物販、9:00 - 17:00）[6][7]
  - 不思議劇場（映像体感シアター）
  - うっど広場（多目的ホール）
  - くりえーと工房（2階、日曜日のみ10:00 - 17:00）[1][6][7]
- 匠工房（井波彫刻の実演見学、9:00 - 17:00）[1][6][7]

### 管理団体
- 株式会社井波木彫りの里[10][14][16]

## 休館日
- 毎月第2・第4水曜日[6][7]
  - くりえーと工房：日曜日を除き休業（日曜日のみ営業、予約制）[6][7]

## アクセス
- 国道471号 - 登録路線（南砺市道を介して間接接続）
- E8 北陸自動車道 砺波ICより15分。
- E41 東海北陸自動車道 福光ICより20分。

## 周辺
- 井波彫刻総合会館[1] - 当駅に隣接[17]。

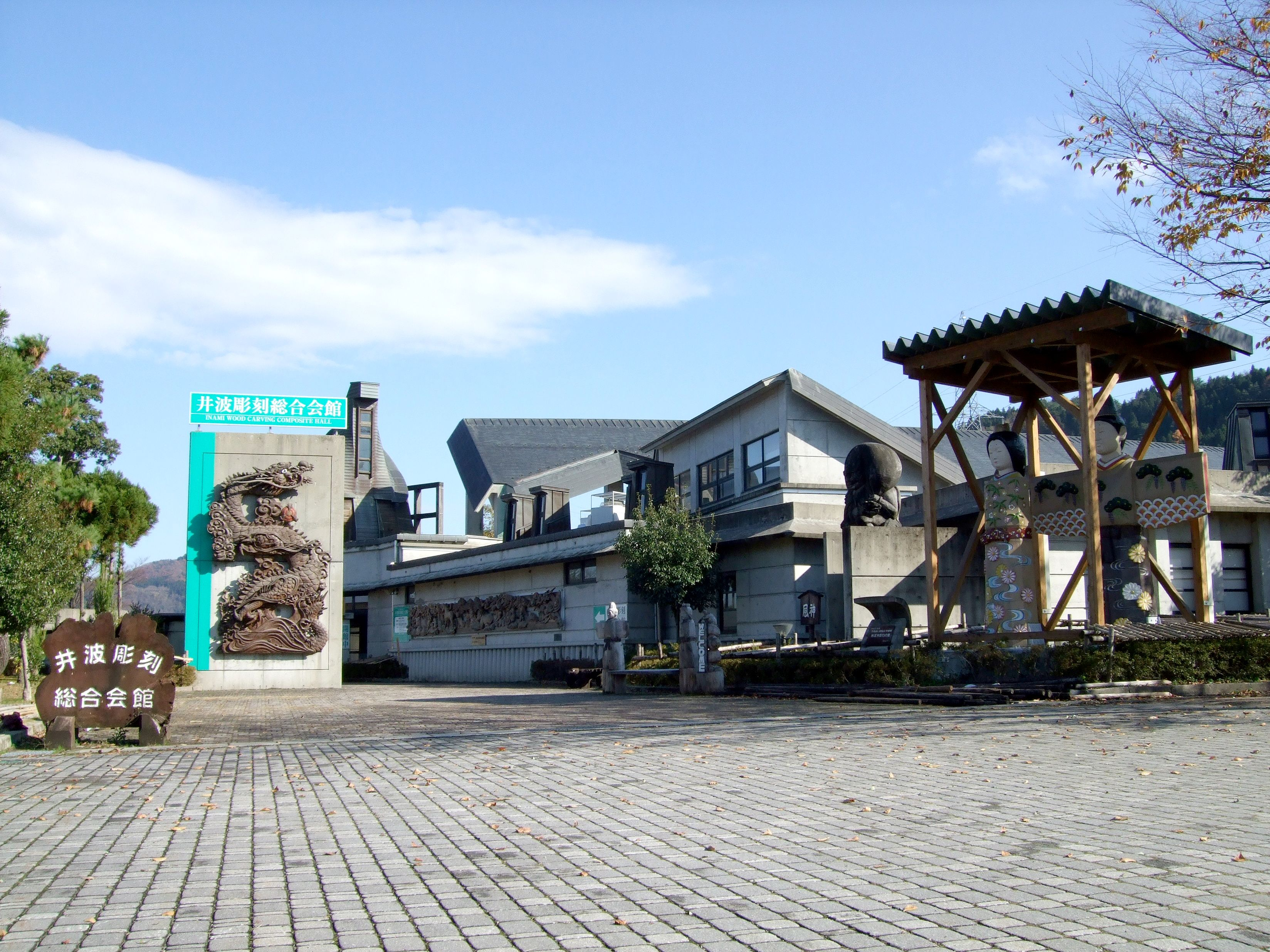
井波彫刻総合会館

- 道の駅庄川 - 当駅からは直線距離で約1.4kmの位置にあり、全国の道の駅では最も駅間の距離が短いとされている[18]。
- 真宗大谷派井波別院瑞泉寺
- 大門川河川公園
- 閑乗寺公園